# بوب داي (منافس ألعاب قوى)
بوب داي (بالإنجليزية: Bob Day)‏ هو منافس ألعاب قوى أمريكي، ولد في 31 أكتوبر 1944 في لوس أنجلوس في الولايات المتحدة، وتوفي في 15 مارس 2012 في إرفاين في الولايات المتحدة بسبب سرطان المثانة.

## وصلات خارجية
- بوب داي على موقع أوليمبيديا (الإنجليزية)